# Тимофеевка луговая
Тимофе́евка лугова́я (лат. Phleum pratense) — типовой вид рода Тимофеевка (Phleum) семейства Злаки (Poaceae).
Локально распространённые народные названия: Аржанец, Колосиха, Палочник, Полевик, Межевая трава, Тимофеева трава.

## Ботаническое описание

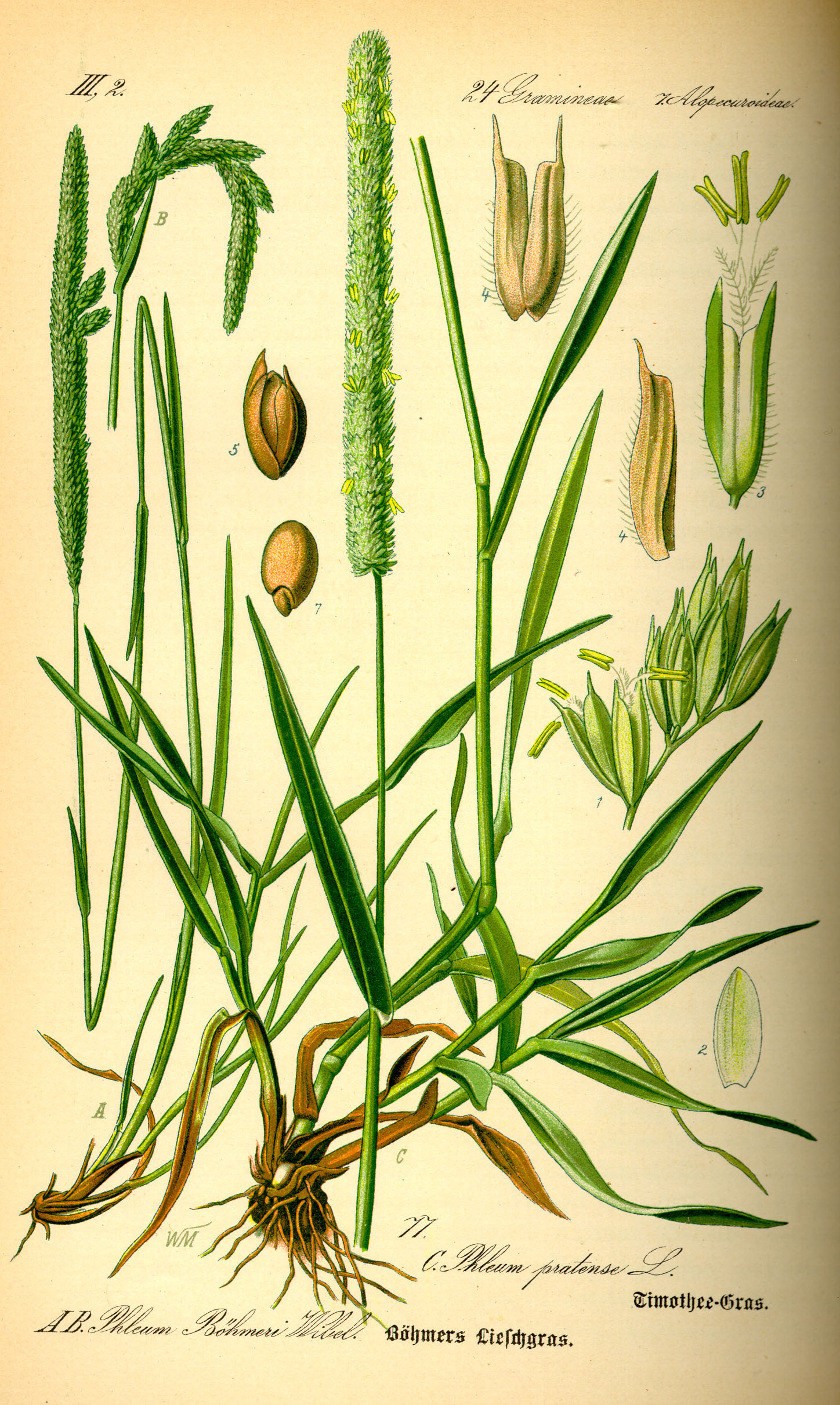
Тимофеевка луговая (Phleum pratense).

### Вегетативные органы
Многолетнее рыхлокустовое растение семейства злаковых, ярового, ярово-озимого типа развития с мощной мочковатой корневой системой. Гемикриптофит. Стебли полые, высотой от 30 до 100 см. Стебель с 3—5 узлами, сладковатый на вкус. Листовая пластинка светло-голубого и зелёного цвета, неопушённая, 3—8 мм шириной и 6—40 см длиной. Имеется листовое влагалище. Влагалище тимофеевки луговой не замкнуто, островатое, структура шероховатая, мелкий язычок может быть и острым и тупым. Лигула у верхних листьев составляет 5 мм в длину, тупоконечная. Растение длинного дня, критическая продолжительность дня — 12 часов. Влаголюбивое растение. Коэффициент транспирации равен 500.

### Генеративные органы
Соцветие — султан, плотная метёлка в форме цилиндра либо конуса, верхушка закруглена. Длина соцветия от 2 до 10 см. По всей длине соцветия веточки (сидячие колоски) примыкают к главной оси. Отдельные колоски беловатого сине-зелёного цвета, с небольшим добавлением фиолетового, чешуйки на них не превышают 4 мм в длину, каждый располагается по отдельности, край реснитчатый. Тычинки пурпурные. Цветение с июня по сентябрь.
Плод — зерновка, плоды распространяются ветром вместе с колосковыми чешуями. Кроме того, так как колосковые чешуи колючие с обратной стороны, их также могут разносить животные. Плоды созревают с августа по октябрь. Для прорастания необходим свет. Семена тимофеевки луговой начинают прорастать при температуре 1— 2°С, наиболее благоприятная температура для появления всходов и роста растений — 15—20°С.

### Генетика
Хромосомный набор 2n = 42.

## Распространение и местообитание
Тимофеевка луговая широко распространена в умеренных регионах Северного полушария, в лесной, лесостепной и степной зонах в поймах рек с умеренным увлажнением, на суходолах, суглинистых и глинистых почвах; на лёгких сухих почвах развивается плохо. Произрастает на лугах, пастбищах, в составе газонов и по обочинам дорог, редко растёт в лесах. Малотребовательна к почве, отличается высокой зимостойкостью, переносит высокую кислотность почвы, однако на сильнокислых (pH < 5,5), лёгких, солонцеватых и заболоченных почвах растет плохо. Предпочитает питательные, умеренно увлажнённые, средние или тяжёлые почвы.

## Экология
В зависимости от природных условий произрастания выделяют 5 экологических групп тимофеевки луговой: северная, лесостепная, горная европейская, алтайская, дальневосточная, которые различаются по форме и строению куста, обилию и размерам побегов, облиственности, размерам султана (соцветия) и др. Гусеницы некоторых бабочек используют тимофеевку луговую как кормовое растение, например, гусеницы толстоголовки тире (Thymelicus lineola).

## Значение и применение
Важное кормовое растение. Его отличает высокое качество зелени и её обилие, однако растения очень рано деревенеют и становятся непригодными для корма скоту. Молодые растения активно поедаются коровами. Сено сытное, богатое питательными веществами. Растения медленно восстанавливаются после покоса. Кроме коров, тимофеевка луговая идёт в пищу лошадям, алтайским маралам (Cervus elaphus sibiricus Severtzow), кроликам, морским свинкам, шиншиллам и дегу.
Благодаря устойчивости к холоду, влаге и тяжёлым почвам тимофеевка луговая используется также для осушения торфяников.
Наряду с рожью (Secale cereale) и плевелом многолетним (Lolium perenne), тимофеевка луговая является одним из основных этиологических факторов поллиноза.

## Отличие от других видов
Тимофеевку луговую нередко путают с другими злаками.
- Лисохвост луговой (Alopecurus pratensis). Тимофеевка луговая цветёт позже, с июня по сентябрь, в то время как лисохвост луговой — с апреля по июнь. Колоски тимофеевки снаружи выглядят как тонкие роговидные выступы и собраны в цилиндрическое соцветие, а колоски лисохвоста снабжены короткими одиночными остями[5].
- Тимофеевка степная (Phleum phleoides) растёт на более лёгких почвах, встречается на меловых отложениях.
- Тимофеевка альпийская (Phleum alpinum) растёт на значительно больших высотах над уровнем моря.
- Phalaris angusta (род Канареечник) также имеет цилиндрическое соцветие, однако ядовит для скота.

## Таксономия
Phleum pratense L., Species Plantarum 1: 59. 1753.

### Синонимика
Список синонимов:
- Achnodonton bulbosum (Gouan) J.Woods
- Phleum alpinum subsp. trabutii Litard. & Maire
- Phleum bertolonii subsp. trabutii (Litard. & Maire) Kerguélen
- Phleum brachystachyum (Salis) Gamisans, A.T.Romero & C.Morales
- Phleum bulbosum Gouan
- Phleum deckeri Roem. ex Trin.
- Phleum fallax Janka
- Phleum maximum Pryor, nom. inval.
- Phleum microstachyum Ruiz ex Nyman
- Phleum microstachyum Ruiz
- Phleum nodosum L.
- Phleum nodosum var. pratense (L.) St.-Amans
- Phleum parnassicum Boiss. & Heldr. ex Nyman
- Phleum praecox Jord.
- Phleum pratense subsp. brachystachyum (Salis) Gamisans
- Phleum pratense var. brachystachyum Salis
- Phleum pratense f. bracteatum Asch. & Graebn.
- Phleum pratense f. bracteatum A. Braun
- Phleum pratense f. elongatum (Schur) Serb. & E.L.Nyár.
- Phleum pratense var. elongatum Schur
- Phleum pratense f. fallax (Janka) Serb. & E.L.Nyár.
- Phleum pratense var. fallax (Janka) C.Klinggr.
- Phleum pratense var. longiciliatum Parn.
- Phleum pratense subsp. microstachyum (Ruiz ex Nyman) Malag.
- Phleum pratense subsp. nodosum (L.) Arcang.
- Phleum pratense subsp. pratense
- Phleum pratense var. nodosum (L.) Schrad.
- Phleum pratense subsp. roshevitzii (Pavlick) Tzvelev
- Phleum pratense var. stoloniferum (Host) Serb. & E.L.Nyár.
- Phleum pratense subsp. trabutii (Litard. & Maire) Kerguélen
- Phleum pratense f. viviparum (Gray) Louis-Marie
- Phleum pratense var. viviparum Gray
- Phleum pratense var. vulgare Celak., nom. inval.
- Phleum pratense subsp. vulgare (Čelak.) Hyl.
- Phleum roshevitzii Pavlov
- Phleum stoloniferum Host
- Phleum trabutii (Litard. & Maire) Rivas Mart., A.Asensi, Molero Mesa & F.Valle
- Phleum tuberosum Panz. ex Trin., nom. inval.
- Phleum villosum Opiz
- Phleum vulgare (Celak.) Chase & Niles, nom. inval.
- Phleum vulgare (Čelak.) Asch. & Graebn.
- Plantinia pratensis (L.) Bubani
- Stelephuros pratensis (L.) Lunell